# De rode koningin (Draulans)
De rode koningin is een toekomstroman uit 1994 van bioloog en schrijver Dirk Draulans. Deze roman beschrijft het gevaar van genetische manipulatie van de menselijke genen. In dit geval wordt het Y-chromosoom getroffen door Diana met grote gevolgen.

## Thema
In de evolutiebiologie is de Red Queenhypothese een aanvaard verklarend mechanisme aangaande het nut van seksuele voortplanting. Het boek gaat over de bewuste aanval door een vrouwelijke wetenschapper, Diana, op het Y-chromosoom. Seksuele voortplanting blijft echter gehandhaafd in het laboratorium door het doen samensmelten van twee eicellen. Dit alles moet gaan resulteren in een wereld zonder mannen. Seksuele voortplanting van vrouwen resulteert in nieuwe dochters.

## Titel
De titel is misleidend. Een niet-wetenschappelijk geschoolde lezer zal denken dat de titel slaat op het informele hoofd van de nieuwe wereld: Diana. Deze vrouwelijke wetenschapper die achter deze naam schuilgaat, beseft wel degelijk het nut van blijvende seksuele voortplanting. In de wetenschap dus bekend als de Red Queenhypothese. Maar zonder het Y-chromosoom.

## Voorwoord van de auteur uit 1994
In 1994 stelt de auteur dat de wetenschappelijke inzichten inzake het onderlinge verband van evolutie, parasieten en seks uit de vakliteratuur de basis vormen voor het boek. De details moeten nog nader worden uitgewerkt. Dit lijkt te gebeuren met de toepassing van de techniek van CRISPR-Cas voor genoombewerking.

## De wetenschap in 2017 en daarna
In dit boek werden de toenmalig recentste wetenschappelijke inzichten gebruikt. Volgens het voorwoord zouden de ontbrekende details die de plot nog niet uitvoerbaar maken, tegen het einde van de 20ste eeuw wel beschikbaar zijn.
Het in het boek genoemde enzym 'recombinase' is inmiddels ingehaald door de toepassing van CRISPR-Cas. Het genetisch aanvallen/modificeren van het Y-chromosoom wordt inmiddels als een duivels dilemma gezien.
De toekenning van de Nobelprijs voor de Geneeskunde aan twee vrouwelijke onderzoekers Emmanuelle Charpentier en Jennifer Doudna in 2020 werpt een saillant licht op deze toekomstroman.

## Hoofdpersonen
- Diana, een geuzennaam van een vrouwelijke wetenschapper, die het Y-chromosoom heeft aangevallen met een gemodificeerd pokkenvirus. Ze is na het uitsterven van bijna de gehele mannelijke bevolking de ongekroonde koningin van de nieuwe wereld. Haar naam staat ook voor het gelijknamige programma dat vrouwen de gelegenheid geeft zich seksueel voort te planten met andere vrouwen.  De naam kan ook een woordspel zijn met het DNA van de InActiveerbaren (bijna alle mannen)(DNA+IA).
- De laatste man. Hij heeft een mutatie op zijn Y-chromosoom die hem immuun maakt voor het virus van Diana, zonder dat zijn vruchtbaarheid is aangetast.
- Ellen. Moeder van de achtjarige Bert, die op termijn aan hemofilie zal overlijden. Ze heeft een historische band met deze laatste man, die zich in de bossen rond haar huis schuilhoudt.
- Julie. Partner van Ellen die met haar samen graag een meisjesbaby wil. Ellen voelt echter geen liefde.
- Kristina. Bevelhebber van Diana die voor orde zorgt en jaagt op (geruchten over) overlevende mannen.
- Jasmine. Hoofd van het genetisch laboratorium onder de directe supervisie van Diana.

## De wereld zonder mannen
Na de succesvolle aanval op het Y-chromosoom door Diana, is de wereld in de achteruitstand terechtgekomen. Grote industriële complexen zijn gesloten. Kerncentrales zijn op enkele grote ongelukken na, toch nog netjes stilgezet. De vrouwen maken er het beste van op het platteland, maar gedurende het boek lijkt het erop dat ook zij in meer of mindere mate worden getroffen door het virus. Bevruchting verloopt kunstmatig door het samensmelten van twee eicellen. Maar ook deze techniek wordt mooier voorgesteld dan de werkelijkheid. De resultaten zijn veel slechter dan de Diana-propaganda wil doen geloven. Intussen worden enkele gedegenereerde mannen in kooien gebruikt voor laboratoriumproeven. Buiten wordt jacht gemaakt op de laatste man(nen?).

## Verhaal
De laatste man vertelt hoe hij zich in de bossen in een Vlaamse plattelandstreek met moeite in leven houdt. Hij maakt wederom contact met Ellen die aan het einde van deel 1 door haar partner Julie tegelijk met haar zoontje Bert uit jaloezie wordt doodgeschoten.
Kristina liquideert daarop Julie en arresteert de laatste man in het geheime genetisch laboratorium. Daar wordt zijn zaad onderzocht, waaruit blijkt dat hij immuun is voor het anti-mannenvirus. 
Inmiddels is wel duidelijk dat ook vrouwen last gaan krijgen van dit virus. Bovendien gaat de voortplanting met 2 eicellen minder succesvol dan Diana had bedacht. Er worden wel dochters geboren, maar er is veel sterfte en er zijn heel veel miskramen.
Kristina besluit de laatste man uit zijn kooi te halen en met hem een duo te vormen om de vermoedelijk verschrikkelijke waarheid te onderzoeken.
Aan het eind van het boek wordt duidelijk dat dit experiment met voortplanting zonder mannen op den duur zal falen. De man blijft nodig. Kristina en de laatste man dringen het appartement van Diana binnen, die onmiddellijk dreigt zelfmoord te plegen en tegelijkertijd de diepvriesvoorraad veiliggesteld mannenzaad te vernietigen.
De laatste man blijkt geen ladykiller. Diana blaast zichzelf en de diepgevroren spermacellen op. Kristina bijt haar kooiman toe dat hij als spermadonor de nieuwe Adam zal worden. Het X-chromosoom bleek toch nog niet zonder Y-chromosoom te kunnen.

## Genetische achtergrond
Diana hangt de theorie aan dat het Y-chromosoom genetisch is ontstaan uit een virus. Vrouwen zijn  zo genetisch verplicht het mannelijke zaad binnen te laten om een bevrucht ei te ontwikkelen en het kind te baren. Intussen is het gelukt nieuw leven te maken uit twee eicellen; uit twee zaadcellen zal dat niet snel lukken. Diana besluit de halve overbodige wereldbevolking te elimineren door selectief het Y-chromosoom aan te vallen. Aan het eind blijkt dat de praktijk iets ingewikkelder is dan de theorie.

## Ontvangst van het boek
Het boek leek destijds zijn tijd te ver vooruit. Alleen vakgenoten van de auteur zoals Richard Dawkins en Bryan Sykes spraken zich lovend uit. Bryan Sykes maakte zich zorgen over het gedegenereerde Y-chromosoom dat op den duur tot uitsterven van de mens zou kunnen leiden. Er verscheen in 1997 een Engelse vertaling met als titel: 'The Red Queen'.